# Resident Evil: Extinction
Série Resident Evil
Resident Evil: Apocalypse
(2004) Resident Evil: Afterlife
(2010)
Pour plus de détails, voir Fiche technique et Distribution.
Resident Evil: Extinction ou Resident Evil : L'Extinction au Québec est un film multinational réalisé par Russell Mulcahy, sorti en 2007.
Il s'agit du troisième volet d'une série de films librement adaptée de la série de jeux vidéo Resident Evil éditée par Capcom. Il met à l'écran certains éléments de Resident Evil: Code Veronica et met aussi en scène certains personnages et créatures tirés du jeu vidéo.

## Synopsis
Cinq ans après les évènements de Raccoon City,, Alice (Milla Jovovich) erre dans le désert du Nevada, à la recherche de survivants. Ces derniers sont quasi inexistants, le monde étant envahi par le virus T.
Entre-temps, un convoi de survivants, non loin d'Alice, parcourt le désert avec comme dirigeants : Claire Redfield (Ali Larter), Carlos Olivera (Oded Fehr), L.J (Mike Epps), K-Mart (Spencer Locke), Betty (Ashanti), Mikey (Chris Egan) et Chase (Linden Ashby).
Tandis que dans une base souterraine d'Umbrella, le docteur Isaacs (Iain Glen) tente de créer un vaccin contre le virus T, Alice découvre un carnet disant qu'une ville d'Alaska, Arcadia, n'est pas touchée par le virus. Le convoi veut camper près d'un motel mais à l'intérieur, un zombie mord L.J, ce dernier n'en informant pas ses camarades.
Le lendemain, K-mart se réveille et informe tout le convoi qu'une horde de corbeaux zombie est venue pendant la nuit et guette. Le convoi tente de partir mais les corbeaux attaquent et Betty ainsi qu'Otto, le conducteur du bus, sont tués avant qu'Alice ne débarque et détruise la horde de corbeaux. Alice informe le convoi qu'Arcadia serait une chance pour eux de partir. Le convoi opte pour l'Alaska. Faute de carburant, ils décident de partir à Las Vegas pour trouver de l'essence.
À la base d'Umbrella, le Dr Isaacs prévoit de capturer Alice, dont le sang serait l'antidote au virus. Avec une immense caisse métallique remplie de zombies évolués, deux hélicoptères partent vers Las Vegas où les zombies ravagent le convoi : Mickey et Chase sont tués, L.J finit par se transformer en zombie, tente d'attaquer K-Mart et finalement mord Carlos avant que ce dernier n'abatte celui qui était auparavant son frère d'armes. Le Dr Isaacs s'apprête à s'enfuir après la victoire des derniers membres du convoi mais se fait mordre et, après s'être injecté des doses massives d'antivirus, devient un Tyran, un zombie extrêmement fort capable de régénérer ses blessures.
Le reste du convoi est en vue de la base d'Umbrella et veut s'enfuir avec un hélicoptère mais une foule de zombies encadre le grillage protégeant la base. Carlos, sachant qu'il va bientôt se transformer, choisit de faire exploser le camion du convoi avec lui-même à l'intérieur afin d'éliminer le plus de zombies possible. Claire, K-mart et les autres survivants partent en hélicoptère, mais Alice choisit de pénétrer dans la base et leur fait ses adieux.
Dans la base, Alice voit la multitude de cadavres de clones qui avait été créée pour la remplacer. Elle rencontre ensuite l'intelligence artificielle d'Umbrella, la Reine Blanche qui, à l'opposé de la Reine Rouge, veut aider Alice. Alice se bat avec le Tyran et finalement, un des clones active des rayons lasers qui découpent le Tyran en morceaux. Par projection holographique, Alice annonce à Albert Wesker, le PDG d'Umbrella, et aux membres du conseil d'Umbrella qu'elle s'apprête à les attaquer dans chacune de leurs bases souterraines éparpillées dans le monde. Le film s'achève montrant plusieurs dizaines de clones d'Alice en stase...

## Fiche technique
Sauf indication contraire, les informations mentionnées dans cette section peuvent être confirmées par la base de données cinématographiques IMDb,  présente dans la section « Liens externes ».
- Titre original et français : Resident Evil: Extinction
- Titre québécois : Resident Evil : L'Extinction
- Réalisation : Russell Mulcahy
- Scénario : Paul W. S. Anderson, d'après les jeux vidéo Resident Evil de Capcom
- Musique : Charlie Clouser
- Directeur artistique : Marco Niro
- Décors : Eugenio Caballero
- Costumes : Joseph A. Porro
- Photographie : David Johnson
- Son : Chris Jenkins, Frank A. Montaño
- Montage : Niven Howie
- Production : Paul W. S. Anderson, Bernd Eichinger, Samuel Hadida, Jeremy Bolt et Robert Kulzer

Production exécutive : Héctor López
Production déléguée : Martin Moszkowicz, Victor Hadida et Kelly Van Horn
- Sociétés de production[3] :
  - États-Unis : Screen Gems
  - Allemagne : Constantin Film, Bernd Eichinger Productions
  - France : Davis Films[4]
  - Canada : Impact Pictures
  - Mexique : Estudios Churubusco Azteca S.A.
  - Japon : Capcom Company
- Sociétés de distribution :
  - Allemagne : Constantin Film Verleih, Constantin Film
  - États-Unis : Screen Gems
  - France : Metropolitan Filmexport
  - Japon : Sony Pictures Entertainment, Neo
  - Australie : Sony Pictures Releasing Australia
  - Canada : Sony Pictures Releasing Canada
  - Belgique : Kinepolis GroupKinepolis Film Distribution
  - Suisse : Rialto Film AG
- Budget : 45 millions de $[5]
- Pays d'origine :  États-Unis,  France,  Allemagne,  Royaume-Uni et  Canada
- Langue originale : anglais
- Format[6] : couleur (Deluxe) - 35 mm - 2,39:1 (Cinémascope) - son DTS | Dolby Digital | SDDS | Dolby Atmos
- Genre : Action, horreur et science-fiction
- Durée : 94 minutes
- Dates de sortie[7] :
  - États-Unis, Canada, Mexique : 21 septembre 2007
  - Allemagne : 27 septembre 2007
  - France, Belgique : 3 octobre 2007
  - Australie : 11 octobre 2007
  - Royaume-Uni : 12 octobre 2007
  - Japon : 3 novembre 2007
  - Suisse romande : 5 décembre 2007[8]
- Classification[9] :
  -  États-Unis : Interdit aux moins de 17 ans (certificat #43694) (R – Restricted) [Note 1].
  -  Québec : 13 ans et plus (13+ / 13 years and over).
  -  Royaume-Uni : Interdit aux moins de 15 ans (15 - Suitable only for 15 years and over)[10].
  -  Australie : Interdit aux moins de 15 ans - Les enfants de moins de 15 ans doivent être accompagnés d'un adulte  (MA 15+ - Mature Accompanied)[11].
  -  Allemagne : Interdit aux moins de 18 ans (FSK 18).
  -  Japon : Sous la responsabilité des parents. (PG-12)[Note 2].
  -  France : Interdit aux moins de 12 ans (visa d'exploitation no 118892 délivré le 3 mars 2008)[12],[13].

## Distribution
- Milla Jovovich (VF : Barbara Kelsch ; VQ : Élise Bertrand) : Alice Abernathy
- Ali Larter (VF : Olivia Dalric ; VQ : Lisette Dufour) : Claire Redfield
- Oded Fehr (VF : Guillaume Lebon ; VQ : Manuel Tadros) : Carlos Olivera
- Iain Glen (VF : François Siener ; VQ : Daniel Picard) : Dr Jason Isaacs
- Ashanti (VQ : Geneviève Désilets) : Betty
- Mike Epps (VF : Gilles Morvan ; VQ : Sylvain Hétu) : Lloyd Jefferson « L. J. » Wade
- Spencer Locke (VQ : Véronique Clusiau) : K-Mart
- Christopher Egan (VF : Thierry Ragueneau ; VQ : Thiéry Dubé) : Mikey
- Jason O'Mara (VF : Sylvain Lemarié ; VQ : Louis-Philippe Dandenault) : Président Albert Wesker
- Madeline Carroll (VF : Dorothée Pousséo) : la Reine Blanche
- Matthew Marsden (VQ : Marc-André Bélanger) : Alex Slater
- Linden Ashby (VF : Luc Bernard ; VQ : François Trudel) : Chase
- Joe Hursley (en) (VF : Olivier Cordina) : Otto[14]

 Source et légende : version française (VF) sur RS Doublage et version québécoise (VQ) sur Doublage Québec

## Production

### Développement
Ce troisième film est évoqué par Paul W. S. Anderson juste après le bon démarrage de Resident Evil: Apocalypse, qui prend la première place du box-office pour son premier week-end d'exploitation aux États-Unis (23,7 millions de dollars de recettes pour ce week-end). Paul W. S. Anderson souhaite développer un troisième film,. Le titre est alors Resident Evil: Afterlife. En juin 2005, Sony Pictures Entertainment et Screen Gems confirme le film ainsi qu'un quatrième opus,.
Le titre Resident Evil: Afterlife change finalement pour Resident Evil: Extinction (Afterlife sera le titre du film suivant). Impressionné par Highlander, Highlander, le retour, The Shadow et Ricochet, Paul W. S. Anderson propose la réalisation à Russell Mulcahy.

### Attribution des rôles

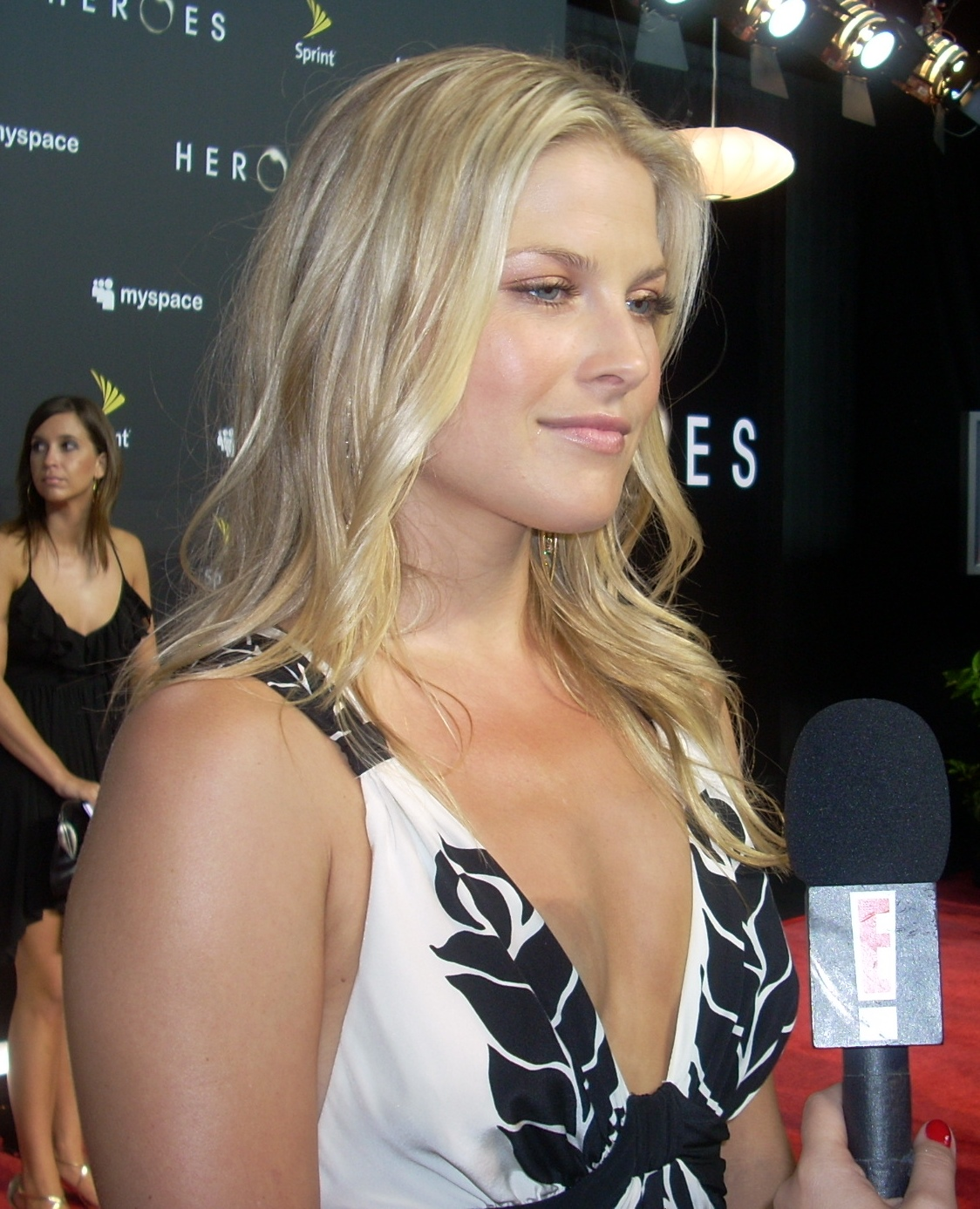
Ali Larter incarne Claire Redfield, un personnage issu des jeux vidéo

En juin 2005, Milla Jovovich est annoncée pour reprendre son rôle Alice. Elle déclare cependant qu'elle a hésité à revenir, très déçue par la qualité du précédent film. Elle a cependant été séduite par le script de ce troisième opus. L'actrice s'implique par ailleurs dans son costume, créé par sa société Jovovich-Hawk (en).
En septembre 2005, Mike Epps confirme qu'il revient dans le rôle de L.J. Wayne, apparu dans Resident Evil: Apocalypse. Sienna Guillory devait à nouveau interpréter Jill Valentine mais est prise par le tournage de Eragon (2006),.
En 2006, le retour d'Oded Fehr (Carlos Oliveira, ainsi que celui de Iain Glen. Spencer Locke et la chanteuse Ashanti font également partie de la distribution. Des rumeurs annoncaient par ailleurs que Debra Marshall incarnerait Cindy Lennox, un personnage tiré du jeu Resident Evil Outbreak (2003), mais cela n'a jamais été confirmé. D'autres rumeurs prévoyaient la présence de Chris Redfield et Leon S. Kennedy (personnages majeurs des jeux vidéo), qui aurait pu être interprétés respectivement par Charlie Clausen (en) et Jensen Ackles. Le personnage apparaitra finalement dans le film suivant, Resident Evil: Afterlife, sous les traits de Wentworth Miller.
Ali Larter incarne ici Claire Redfield, un personnage issu des jeux vidéo, qui devait initialement apparaitre dans le film précédent, Resident Evil: Apocalypse. Gina Philips avait été choisie pour l'incarner mais avait finalement quitté le projet, tout comme sa remplaçante Emily Bergl, peu de temps avant le début du tournage. Sans actrice, le personnage avait donc été supprimé du scénario. Le film introduit un autre personnage des jeux vidéo, Albert Wesker, incarné par Jason O'Mara.

### Tournage
Initialement prévu dans l'Outback australien, le tournage a lieu au Mexique, principalement dans l'État de la Basse-Californie (San Felipe, Mexicali, Laguna Salada, Rumorosa Pass). Il se déroule également dans les studios Churubusco près de Mexico.

## Bande originale
Bandes originales de Resident Evil
Resident Evil: Apocalypse
(2004) Resident Evil: Afterlife
(2010)
La musique du film est composée par Charlie Clouser. Ses compositions sont présentes sur l'album  Resident Evil: Extinction (Original Motion Picture Score) commercialisé par Lakeshore Records. Un autre album, Original Motion Picture Soundtrack, est également publié avec, en plus de quelques compositiions de Charlie Clouser, des chansons rock.
| 1.  | Main Title (score)                         | Charlie Clouser                | 0:49 |
| 2.  | Stupid Crazy                               | Shadows Fall                   | 4:40 |
| 3.  | I'm So Sick (T-Virus Remix)                | Flyleaf vs. The Legion Of Doom | 3:21 |
| 4.  | My World                                   | Emigrate                       | 4:17 |
| 5.  | Duality (Project Alice String Remix)       | Bayside                        | 3:01 |
| 6.  | Losing (score)                             | Charlie Clouser                | 1:19 |
| 7.  | One Love (Extinction Remix)                | Aiden vs. The Legion of Doom   | 4:02 |
| 8.  | Deathcar                                   | Fightstar                      | 3:58 |
| 9.  | I, Suicide                                 | Throwdown                      | 3:36 |
| 10. | White Rabbit (SPC Eco Mix)                 | Collide                        | 4:42 |
| 11. | Paralyzed                                  | Chimaira                       | 3:07 |
| 12. | Laser Tunnel (score)                       | Charlie Clouser                | 0:27 |
| 13. | Asleep On The Frontlines (Appliantz Remix) | The Bled                       | 5:33 |
| 14. | Catch Me                                   | City sleeps (es)               | 3:21 |
| 15. | Contagious                                 | Searchlight                    | 4:18 |
| 16. | Scenotaph (DJA Infected Remix)             | Emanuel                        | 4:16 |
| 17. | Sixth of June                              | It Dies Today                  | 3:04 |
| 18. | Wrecking Itself Taking You with Me         | Poison the Well                | 3:21 |
| 19. | Convoy (score)                             | Charlie Clouser                | 0:43 |
| 20. | Devils In the Mist                         | Overkill                       | 4:36 |
| 21. | So Many People                             | Neurosonic                     | 2:44 |
| 22. | Amaranth                                   | Nightwish                      | 3:57 |
| 23. | Last Angel (titre bonus)                   | Kumi Kōda feat. TVXQ           |      |

N.B. : la version américaine de l'album ne contient que 19 titres

## Accueil

### Critique
Le film reçoit des critiques mitigées. Sur l'agrégateur américain Rotten Tomatoes, il récolte 24% d'opinions favorables pour 100 critiques et une note moyenne de 4,30⁄10 avec comme consensus « le film comporte d'importantes scènes d'action qui ne compensent pas une intrigue plate ». Sur Metacritic, il obtient une note moyenne de 41⁄100 pour 12 critiques.
En France, le film obtient une note moyenne de 2,2⁄5 sur le site AlloCiné, qui recense 13 titres de presse.

### Box-office
| Pays ou région    | Box-office      | Date d'arrêt du box-office | Nombre de semaines |
| ----------------- | --------------- | -------------------------- | ------------------ |
| États-Unis Canada | 50 648 679 $    | 1er novembre 2007          | 6                  |
| France            | 581 802 entrées | -                          | -                  |
| Total mondial     | 147 717 833 $   | -                          | -                  |

## Distinctions
En 2008, Resident Evil: Extinction a été sélectionné quatre fois dans diverses catégories et a remporté deux récompenses.

### Récompenses
- Prix de la bande-annonce d'or 2008 : Prix de la bande-annonce d'or de la Meilleure affiche de film d'action.
- Prix Scream 2008 : Prix Scream de la Meilleure actrice de science-fiction décerné à Milla Jovovich.

### Nominations
- Prix de la bande-annonce d'or 2008 : Meilleur spot TV de film d'action.
- Prix Scream 2008 : Meilleure suite.

## Commentaires

### Connexions avec le jeu
- À la fin du film, Alice combat le Tyran dans une réplique du manoir vu dans le premier jeu. (Qui est aussi utilisé comme un centre d'entraînement pour les clones d'Alice) un peu comme Claire Redfield le fait dans Resident Evil: Code Veronica, à la fin en Antarctique.
- Comme une référence au premier Resident Evil, le capitaine Alexander Slater est tué par le Tyran comme Albert Wesker est tué dans le jeu vidéo.
- Le Tyran du film a une ressemblance avec le T-002 Tyran de Resident Evil[Lequel ?] mais il attaque comme le T-091 Tyran le fait avec ses tentacules (dans Resident Evil: Dead Aim).

### Différences avec le jeu
Comme ses prédécesseurs, ce film ne respecte pas l'histoire des jeux Resident Evil en de nombreux points :
- Le Tyran qu'est devenu le Dr. Isaacs ne correspond à aucune espèce du jeu.
- Une dimension de science-fiction est ajoutée avec l'énergie psionique utilisée par Alice.
- Le virus se propage très rapidement dans le monde alors que dans le jeu il est combattu en de divers endroits isolés.
- Le virus désertifie le monde.
- L'existence d'un sérum pouvant faire recouvrir à un zombie des caractères humains a été introduit dans le film pour créer ces zombies plus rapides et plus intelligents, dans le jeu un tel sérum n'existe pas malgré l'apparition des "Crimson Heads" dans le remake de Resident Evil 1, des Ganados dans Resident Evil 4 ou des Majinis dans Resident Evil 5.
- Albert Wesker est le PDG d'Umbrella alors que dans le jeu il n'est qu'un simple employé ayant trahi pour une compagnie rivale à la fin du 1, en l'occurrence Tricell.
- Après l'explosion nucléaire à Raccoon City, la société Umbrella Corporation n'a pas pu étouffer l'affaire ce qui entraina sa totale disparition entre le troisième et le quatrième de la série, au profit de la société Tricell.